# Kepler (månkrater)
För andra betydelser, se Kepler.
Kepler är en ungefär 29 kilometer stor nedslagskrater på månen. Kepler har fått sitt namn efter astronomen Johannes Kepler.

## Satellitkratrar
| Kepler | Latitud | Longitud | Diameter |
| ------ | ------- | -------- | -------- |
| A      | 7.2° N  | 36.1° V  | 11 km    |
| B      | 7.8° N  | 35.3° V  | 7 km     |
| C      | 10.0° N | 41.8° V  | 11 km    |
| D      | 7.4° N  | 41.9° V  | 10 km    |
| E      | 7.4° N  | 43.9° V  | 6 km     |
| F      | 8.3° N  | 39.0° V  | 7 km     |
| P      | 12.2° N | 34.0° V  | 4 km     |
| T      | 9.0° N  | 34.6° V  | 3 km     |